# Carme XXXI
Il carme XXXI è il trentunesimo carme del Liber catulliano. Il carme 31 appartiene alla prima parte del Liber, le Nugae. 
Nel breve componimento Catullo racconta del sospirato ritorno nel 56 a.C. nella penisola di Sirmione, vicino alla natìa Verona e autentico luogo dell'anima per lui, da cui i titoli solitamente attribuiti quali A Sirmione o Ritorno a Sirmione. Il poeta aveva infatti intrapreso un viaggio in Tinia e in Bitinia al seguito del pretore Gaio Memmio con la speranza espressamente esplicitata di raccogliere facili guadagni. Le sue aspettative furono invece deluse e le fatiche del viaggio resero il ritorno a Sirmione un'autentica sensazione liberatoria per Catullo. Unica consolazione in Bitinia per lui fu la possibilità di visitare la tomba del fratello morto in guerra nel 57 a.C. e sepolto nella Troade
. Molti secoli più tardi, Giosuè Carducci nelle Odi Barbare omaggio' Catullo con una poesia dedicata in suo onore a Sirmione. 

## Testo
Il testo in trimetri giambici.
Ocelle, quascumque in liquentibus stagnis

Marique uasto fert uterque Neptunus,

Quam te libenter quamque laetus inuiso,

Vix mi ipse credens Thyniam atque Bithynos

Liquisse campos et uidere te in tuto!

O quid solutis est beatius curis,

Cum mens onus reponit, ac peregrino

Labore fessi uenimus larem ad nostrum

Desideratoque acquiscimus lecto?

Hoc est quod unum est pro laboribus tantis.

Salue, o uenusta Sirmio, atque ero gaude;

Gaudete, uosque, o Lydiae lacus undae;

Ridete, quidquid est domi cachinnorum.»
di tutte quante, sulla distesa di un lago trasparente o del mare

senza confini, offre il Nettuno delle acque dolci e delle salate,

con quale piacere, con quale gioia torno a rivederti;

a stento mi persuado d'avere lasciato la Tinia e le contrade di Bitinia,

e di poterti guardare in tutta pace.

Ma c'è cosa più felice dell'essersi liberato dagli affanni,

quando la mente depone il fardello e stanchi

di un viaggio in straniere regioni siamo tornati al nostro focolare

e ci stendiamo nel letto desiderato?

Questa, in cambio di tante fatiche, è l'unica soddisfazione.

Salve, amabile Sirmione, festeggia il padrone,

e voi, onde del lago di Lidia, festeggiatelo:

voglio da voi uno scroscio di risate, di tutte le risate che avete.»